# Абагинский, Архип Георгиевич
Архип Георгиевич Кудрин — Абагинский (настоящая фамилия — Кудрин; якут. Абаҕыыныскай; 7 (20) января 1907, село Абага, Олёкминский округ, Якутская область — 22 сентября 1960, Якутск) — советский якутский поэт и переводчик.

## Биография
Родился в селе Абага Якутской области в крестьянской семье. Преподавал в сельских школах, работал в редакциях молодёжных газет «Эдэр большевик» («Молодой большевик») и «Бэлэм буол» («Будь готов!»), а также в Якутском книжном издательстве и в Комитете по радиовещанию. С 1930 по 1932 годы учился в Иркутском пединституте, где был избран членом писательской организации Восточной Сибири. В годы Великой Отечественной войны принимал участие в боях против японских милитаристов.
Был награждён медалями. Именем поэта названа Абагинская средняя школа Олёкминского улуса. Открыт дом-музей писателя.

## Творчество
Писать начал с 1923 года, а первый сборник — «Стихи и песни» (якут. Ырыа хоһоон) — был опубликован в 1927 году. Основные произведения Абагинского — о роли Коммунистической партии Советского Союза в развитии советского общества и государства: циклы стихов «Коммунизма широкой дорогой», «Родной партии», «Герой народ-победитель» и т. д. Впервые ввёл в якутскую поэзию акцентный стих. Многие лирические стихи поэта стали народными песнями. Важнейшие произведения поэта — поэмы: «Шанхай» (1933), посвящённая борьбе китайского народа за национальную независимость, и «Я — сын народа» (якут. Мин — народ уолабын, 1938) — об обороне социалистического Отечества. В годы Отечественной войны опубликовал циклы стихов «Запад» и «Восток».
Перевёл на якутский язык произведения многих русских и советских писателей — А. Пушкина, И. Тургенева, М. Горького, К. Чуковского.

## Книги
- Талыллыбыт айымньылар. — Якутскай, 1958.
- Избранное. — Якутск, 1953. — 153 с.
- Якутию пою. — Магадан, 1957. — 127 с.
- Под северным небом. — М., 1959.